# Pebble (reloj)
El Pebble es un reloj inteligente desarrollado por Pebble Technology Corporation.
La empresa recaudó U$ 10.3 millones de dólares a través de una campaña de micromecenazgo en Kickstarter; la cual comenzó el 11 de abril de 2012 y finalizó el 18 de mayo de 2012. Los relojes Pebble pueden conectarse a teléfonos Android e iOS para mostrar notificaciones del teléfono. Una tienda de aplicaciones distribuye apps compatibles con Pebble de terceros desarrolladores tales como ESPN, Uber, Runkeeper y GoPro. 
La empresa Best Buy inició la venta del reloj inteligente Pebble en julio del 2013 y este se agotó a los cinco (5) días de iniciada la venta. El 31 de diciembre de 2014 Pebble había alcanzado la venta de un millón de relojes inteligentes. En el 2015 Pebble lanzó al mercado el Pebble Time y el Pebble Time Steel en Kickstarter, recaudando U$ 20.3 millones de dólares de más de 75.000 patrocinadores; rompiendo récords de recaudación para ambos productos. En el 2016 Pebble canceló la fabricación del Peeble Time 2 y reembolsó a sus patrocinadores; citando problemas financieros.
El 7 de diciembre de 2016, Pebble anunció que la compañía sería cerrada y que no proveería soporte oficial ni garantía a ningún dispositivo existente.
Tanto la fuerza laboral como la propiedad intelectual de Pebble fueron adquiridas por Fitbit, una empresa de tecnología corporal especializada en fitness.
El 14 de diciembre de 2016 se publicó el blog Pebble Dev para aclarar el cronograma de transición y los esfuerzos por hacer a Pebble OS y sus apps autosuficientes. La compra de Pebble Technology Corp. por parte de Fitbit se completó en diciembre de 2016 por un valor de U$ 23 millones de dólares.

Al parecer Fitbit no tiene ningún interés en continuar con la fabricación y venta del smartwatch Pebble.

## Historia

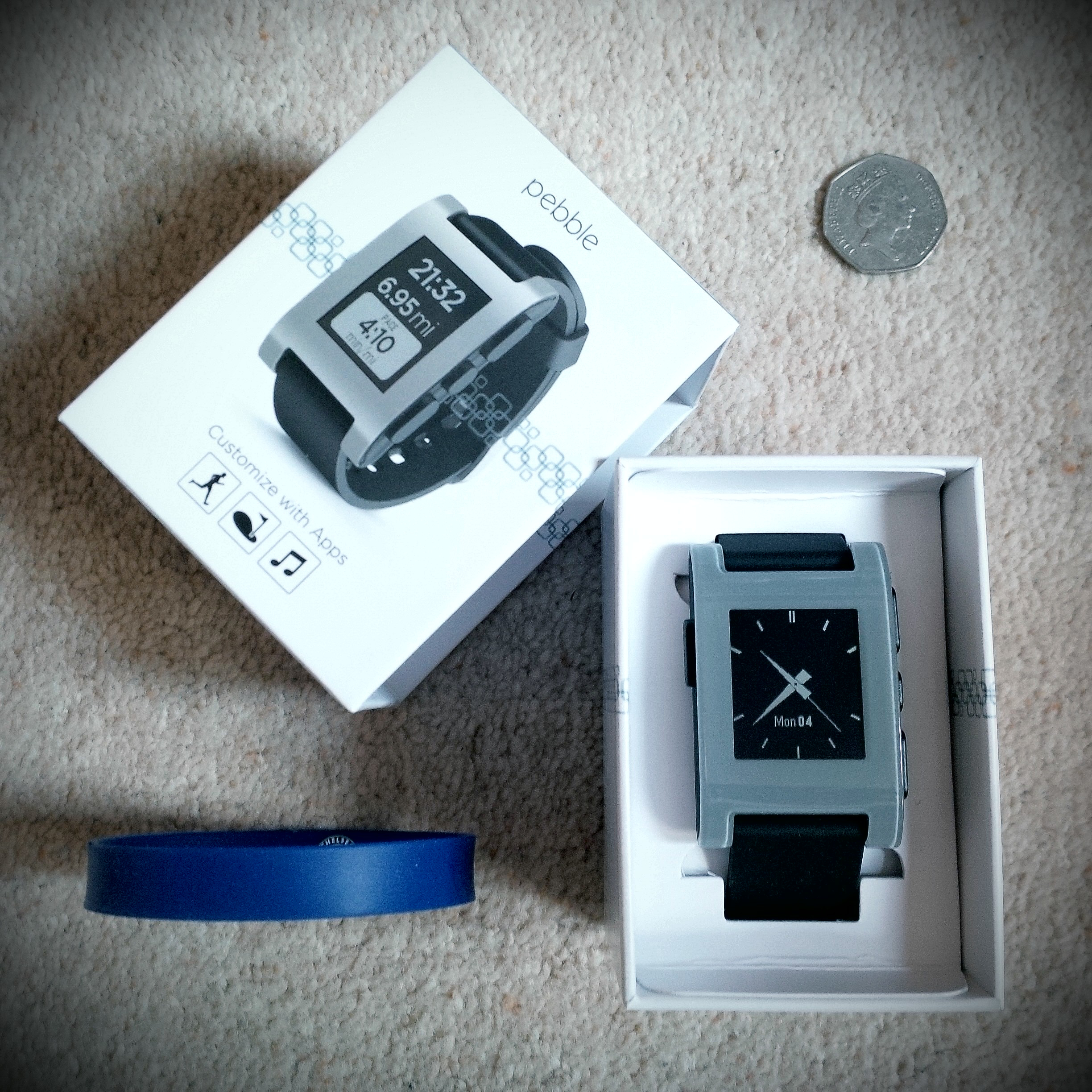
Reloj Pebble en su empaque original.

Después de elevar el capital de riesgo para el producto bajo su antiguo nombre Allerta, la empresa no pudo atraer a los inversores tradicionales bajo su nuevo nombre de marca Pebble, lo que la empresa solicitó financiación en masa en abril de 2012.
Eric Migicovsky presidía una empresa llamada Allerta con la que desarrolló y vendió el inPulse SmartWatch para dispositivos BlackBerry. El reloj inteligente Pebble Watch fue diseñado según este concepto, que describía un reloj que podría mostrar mensajes desde un teléfono inteligente. Migicovsky llevó con éxito su idea al programa de aceleradora de empresas emergentes de Y Combinator; e inusualmente su plan de negocios en realidad generó ingresos durante el proyecto. Migicovsky logró recaudar U$ 375.000 dólares de inversionistas como Tim Draper de Draper Fisher Jurvetson, pero no pudo recaudar fondos adicionales. En entrevista con Los Angeles Times, Migicovsky comentó sobre la incapacidad para recaudar más fondos: “No me sorprendió demasiado... es mucho más difícil recaudar dinero para hardware”.
Pebble trabajó con la consultora Dragon Innovation para identificar proveedores y fabricantes. Después de superar las dificultades de capacidad de fabricación con el diseño de prototipos, Pebble comenzó la producción en masa con el fabricante Foxlink Group en enero de 2013 con una producción inicial de 15.000 relojes por semana.

## Pebble Time

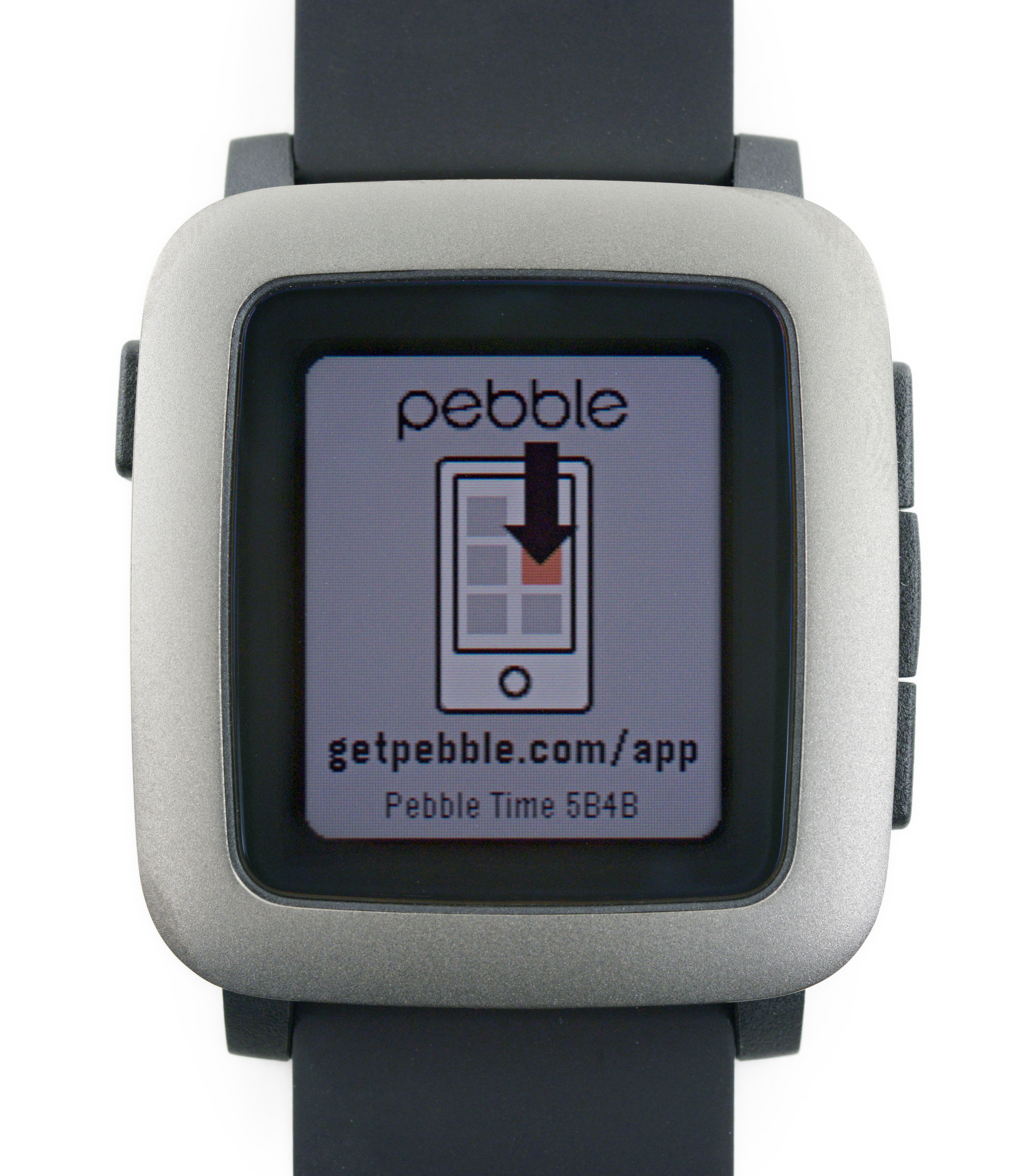
Reloj Pebble Time

Pebble Time es un reloj inteligente que cuenta con una pantalla de tinta electrónica a color siempre activa y se conecta vía bluetooth a un teléfono inteligente para mostrar notificaciones, reproducir música o interactuar con aplicaciones de terceros. Entre sus novedades se encuentran el sistema operativo Pebble OS, una nueva interfaz organizada en línea de tiempo, batería con duración de hasta siete (7) días, resistencia al agua hasta por treinta (30) metros, personalización en tres colores y compatibilidad con más de seis mil quinientas (6.500) aplicaciones de Apple, Android y Samsung. El Pebble Time se presentó con dos (2) variantes: el Time Steel y el Time Round. El Pebble Time Steel tenía una presentación con recubrimiento de acero y cuero italiano de veintidós milímetros (22 mm) o una banda de acero inoxidable con pasadores de "liberación rápida" y una duración de batería de diez (10) días. El Pebble Time Round presentaba un diseño redondo y más delgado. Estaba disponible con dos (2) tamaños de correa; una de catorce milímetros (14 mm) y otra de veintidós milímetros (22 mm) con diferentes combinaciones de colores para cada tamaño. Este incluía una batería de dos (2) días con quince (15) minutos de carga.
El  24 de mayo de 2016 se anunció en Kikstarter el Pebble Time 2, segunda generación de este reloj. Entre las nuevas características anunciadas se encontraban dimensiones de 228 x 200, una pantalla a color de 1,5 pulgadas, un monitor de frecuencia cardíaca y mejoras en la app Pebble Healt.  El Pebble Time 2 nunca fue lanzado al mercado debido a la declaración de insolvencia de Pebble.

## Pebble 2
El Pebble 2 es la tercera generación de este reloj inteligente. Fue lanzado en la plataforma de micro mecenazgo Kikstarter el 24 de mayo de 2016, con una oferta de descuento por treinta y seis (36) días, edición especial de lanzamiento y envío del nuevo modelo previsto para el periodo de octubre a noviembre de 2016.

## Características
El reloj es de 1,26 pulgadas 144 × 168 píxeles en blanco y negro
Actualmente todos los dispositivos pebble funcionan con el software Pebble 3.0
Terceras partes han comenzado a desarrollar aplicaciones para Pebble Time, como para pago sin contacto con el móvil.